# Bleihütte Clausthal

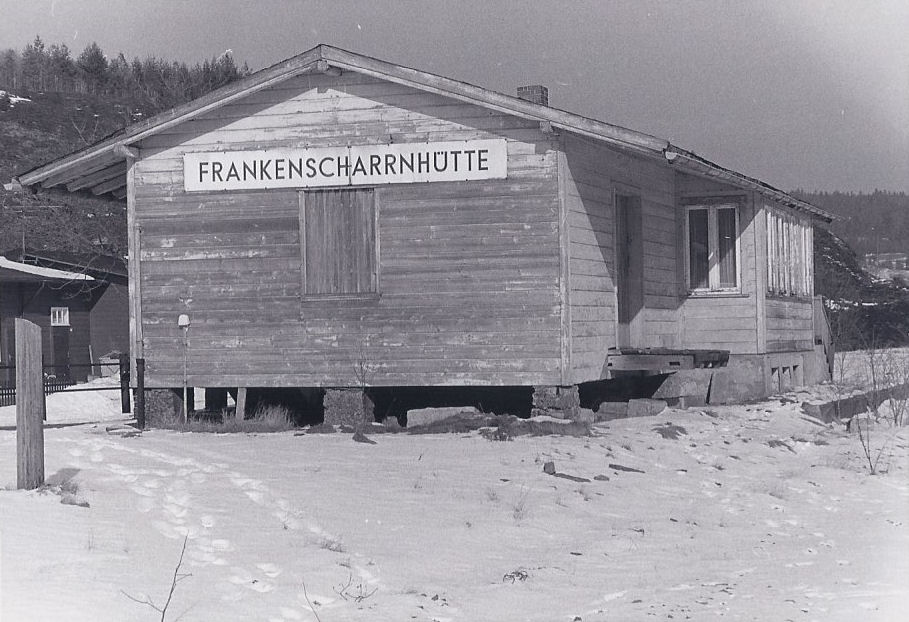
Ehemaliger Haltepunkt Frankenscharrnhütte der Innerstetalbahn

Die Bleihütte Clausthal (BHC) in Clausthal-Zellerfeld, auch Frankenscharrnhütte genannt, war vom Mittelalter bis in die zweite Hälfte des 20. Jahrhunderts ein Standort der Gewinnung von Schwer- und Edelmetallen aus Oberharzer Gangerzen. Sie lag im Innerstetal am Zusammenfluss von Innerste und Zellbach.

## Geschichte und Technik

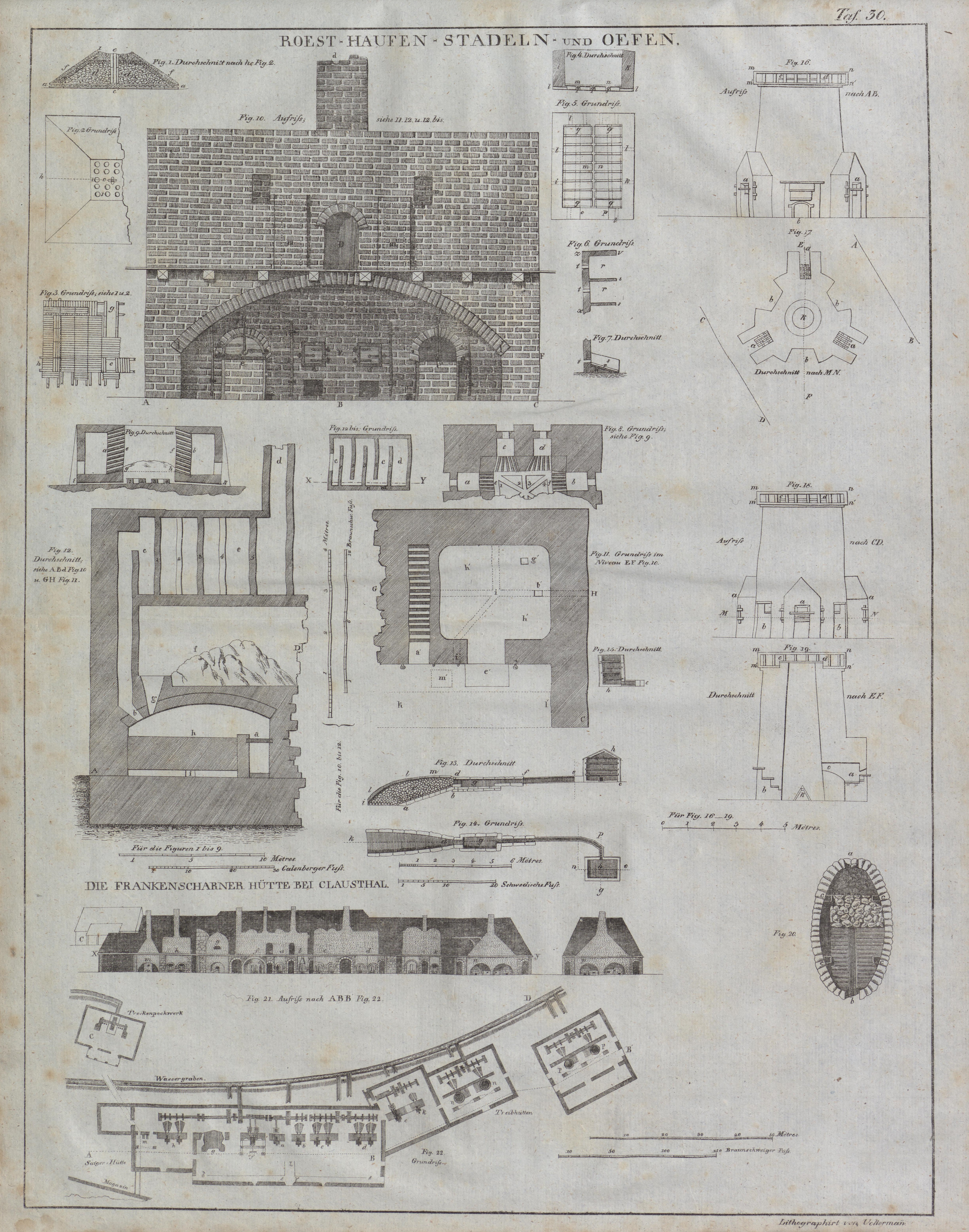
Die Frankenscharrnhütte im Auf- und Grundriss auf einer Zeichnung von 1822

Bereits 1180 soll sich am Ausgehenden des oberen Innerstetals eine Schmelzhütte befunden haben. 1355 wurde erstmals die Hütte tome Frankenscherven, die Frankenscharrnhütte erwähnt. Der Name geht auf die Aktivitäten fränkischer Bergleute zurück, die im Innerstetal nach den Erzen des hier verlaufenden Rosenhöfer und Silbernaaler Gangzuges schürften.
Ein erster Neubau erfolgte im Jahr 1554, weshalb auch dieses Jahr häufig als Gründung angesehen wurde. Es war auch erst zu dieser Zeit üblich, Hütten über längere Zeit am selben Ort zu betreiben. Die Frankenscharrnhütte bezog ihre Erze von den benachbarten Pochwerken im Zellerfelder Tal, die von den Gruben des Zellerfelder, Rosenhöfer, Silbernaaler und Burgstätter Gangzuges versorgt wurden. Hergestellt wurde vor allem Blei, auch in Form von Drähten und Rohren, Silber, Kupfer und Bleiglätte, später auch Schlackensteine (1844). Das Hüttenwerk wurde im Laufe der Jahre ausgebaut und die Prozesse verbessert.
Ab 1866 wurde nur noch Rohblei (Werkblei) produziert und die Silber- und Feinbleierzeugung in die Lautenthaler Silberhütte verlegt. Einen großen Aufschwung nahm der Betrieb durch den Anschluss an die neugebaute Innerstetalbahn 1877. Das Werk konnte nun mit Kokskohle aus dem Ruhrgebiet versorgt werden, womit der weniger effektive Einsatz von Holzkohle bzw. von mühsam mit Pferdefuhrwerken herbeigeschaffter Schaumburger Wealdenkohle entfallen konnte. Der Bleihütte Clausthal kam eine zentrale Rolle in der Verarbeitung der Oberharzer Bleierze zu, während die Erze des Unterharzes in der Bleihütte Oker verarbeitet wurden. Zeitweilig wurde in Clausthal 33 % der deutschen Bleiproduktion erzeugt. Der Betrieb verfügte über etwa 200 Mitarbeiter.
Die staatliche Bleihütte Clausthal wurde 1924 in die kurz zuvor gegründete Preußische Bergwerks- und Hütten-AG überführt. Ab 1925 lautete der offizielle Name Bleihütte Clausthal-Lautenthal, wobei die Standorte Clausthal und Lautenthal jeweils Betriebsabteilungen (Rohhütte und Feinhütte) bildeten. Das Ende des Clausthaler und Lautenthaler Erzbergbaus im Jahr 1930 bedeutete einen Einschnitt in der Erzversorgung, so dass neben den verbliebenen Grundner Konzentraten auch Vorstoffe aus anderen Regionen angekauft wurden. Deshalb hatte der vergleichsweise kleine Hüttenbetrieb wegen der ungünstigen Lage mit hohen Transportkosten und zusätzlich mit Umweltproblemen zu kämpfen.
Auch Modernisierungen der Filtertechnik und die Mechanisierung der Hüttenprozesse konnten nicht verhindern, dass der Betrieb am 24. Dezember 1967 eingestellt werden musste. Zum einen waren die Metallpreise und damit die Erlöse stark gefallen, zum anderen erwarb die Preussag mit der Friedrich-August-Hütte in Nordenham und ihrem eigenen Hafen an der Wesermündung einen wesentlich wirtschaftlicheren Standort. Zuletzt hatte die Bleihütte noch knapp über 100 Beschäftigte und erzeugte arbeitstäglich maximal 114 Tonnen Rohblei.
Noch verwertbare Anlagenteile wurden nach der Stilllegung in andere Preussag-Betriebe verbracht, der Rest verschrottet und ab Juli 1968 sämtliche Gebäude abgerissen.

### Die Hüttenprozesse der Bleihütte Clausthal im Jahre 1923

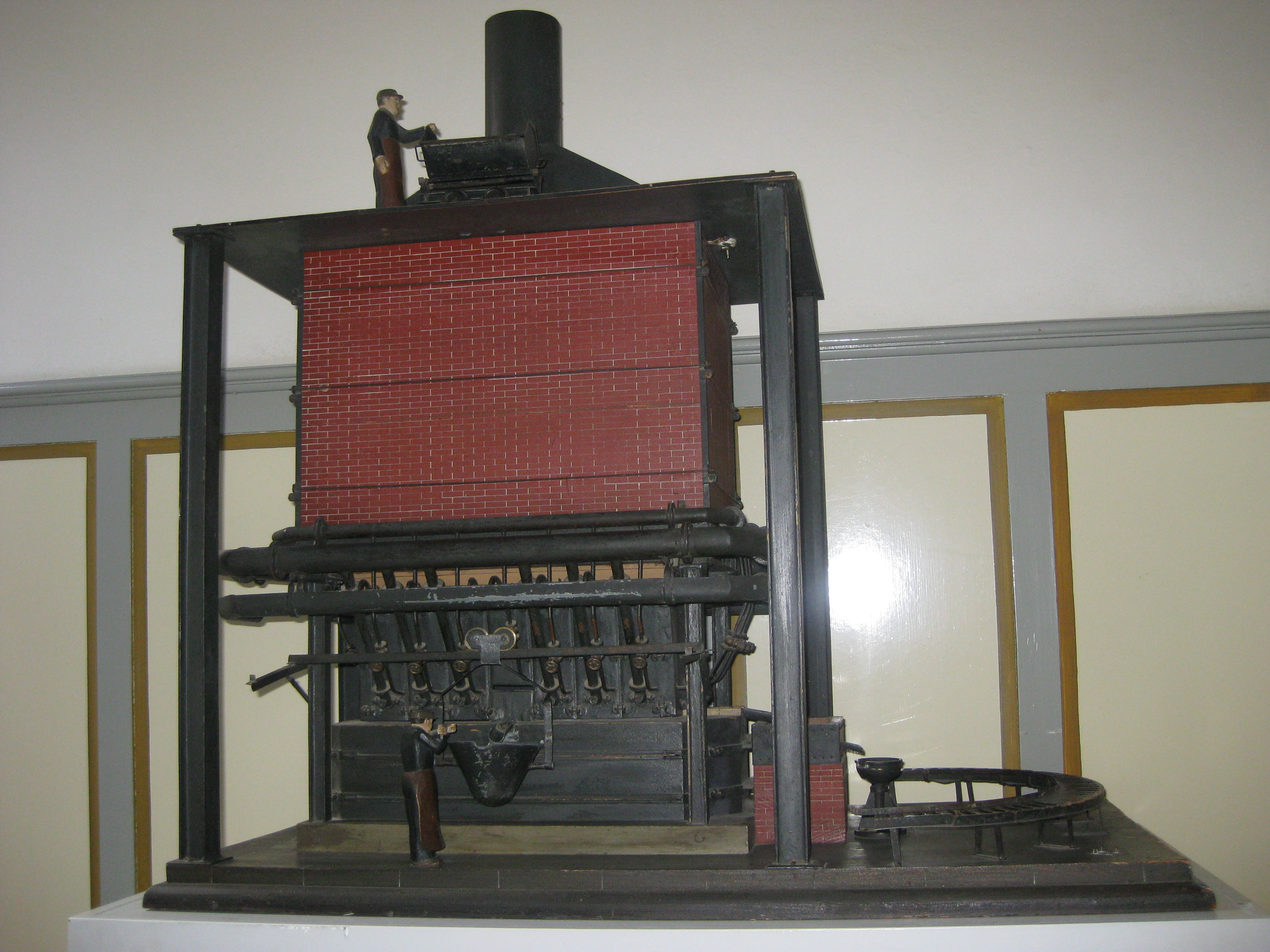
Modell des Bleischachtofens der Bleihütte Clausthal im Oberharzer Bergwerksmuseum

Der Filmemacher Friedrich Herwig († 1964) drehte im Jahre 1923 einen dreiteiligen Film über den Oberharzer Bergbau und das Hüttenwesen, in dem der damalige Stand der Technik gut dokumentiert ist:
- Rösten und Entschwefeln: Die Erzkonzentrate wurden per Eisenbahnwaggon angeliefert und mit der Schaufel abgeladen. Arbeiter mischten die Erze „über den Kegel“ mit Zuschlägen wie Kalk und schaufelten den Möller zunächst in einen Etagenröstofen. In einer zweiten Verfahrensstufe wurde das feinkörnige Material in einer Sinterpfanne weiter entschwefelt und agglomeriert. Der entstandene Kuchen musste vor dem Einsatz im Schmelzofen mit Fäusteln in kleinere Stücke zerschlagen werden.
- Schmelzen: Der Möller wurde in die Gichtöffnung des Bleischachtofens eingeschaufelt, in dem die Reduktion zu edelmetallhaltigem Blei und die Abtrennung der Gangart in einer Schlacke erfolgte. Periodisch wurde zunächst die Schlacke aus dem Ofen mit Tiegelzustellung in Spitztöpfe abgezogen. Die Schlacke wurde nach dem Erkalten gekippt, zerschlagen und mit einer Seilbahn auf die Kippe transportiert. Das Blei wurde in einer tiefer liegenden Öffnung sporadisch in einen Vorherd abgestochen. Nach dem Erstarren wurde der Kupfer-Eisen-Stein abgehoben und das darunter noch flüssige Blei in Kokillen „gekellt“, wo es zu Masseln vergossen wurde. Die Masseln wurden abtransportiert, verwogen und zur Silberhütte Lautenthal verschickt.

Im Film wurde das hohe Maß an Handarbeit und der geringe Arbeitsschutz deutlich: Vorkehrungen gegen Verbrennungen oder das Einatmen schädlicher Hüttenrauche wurden seinerzeit nicht getroffen. Die wenigen Absaughauben hatten nur eine geringe Wirksamkeit.

## Heutiger Zustand

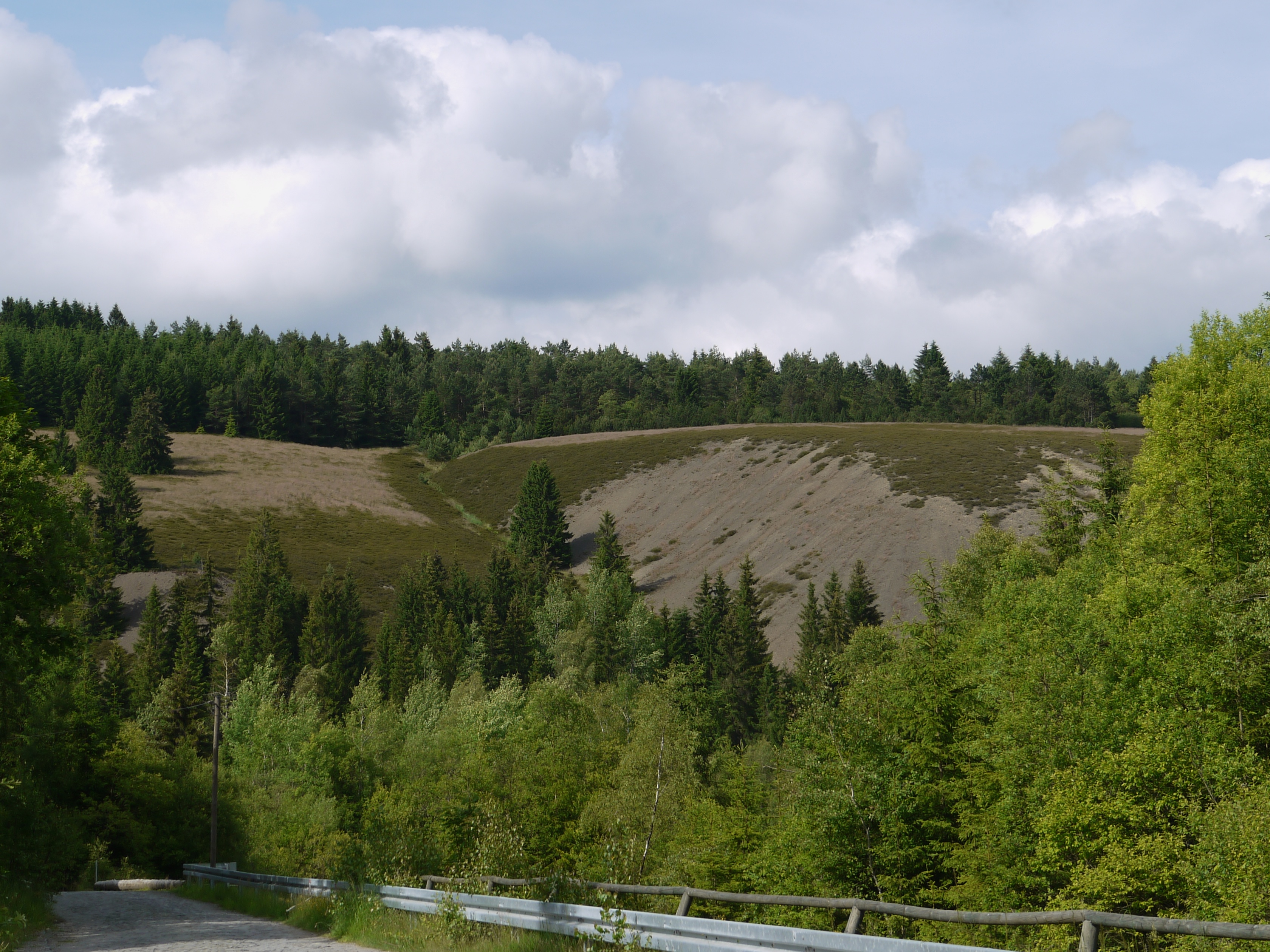
Emissionsschäden in der Nähe der alten Frankenscharrnhütte (Aufnahme 2014)

Von den ehemaligen Hüttenanlagen haben sich nur wenig sichtbare Spuren erhalten. Am auffälligsten sind die kahlen Hänge am Emissions-Aufschlagspunkt der Hütte – hier sind die Schwermetallbelastungen so hoch, dass sich selbst der Boden nicht halten kann und das nackte Gestein zu Tage tritt. Das Hüttengelände mit wenigen Mauer- und Fundamentresten ist umzäunt und wegen der Schwermetallbelastungen im Boden nur spärlich bewachsen. Es wird durch den Rechtsnachfolger Industriepark und Verwertungszentrum Harz als Nachfolgerin der Harz-Metall betreut. Zur Beobachtung der Migration von Schwermetallen werden dort regelmäßig Proben entnommen. Im Jahre 2020 wurde eine umfangreiche Sanierung des Geländes abgeschlossen. Dabei wurde der kontaminierte Boden abgedeckt, damit er auch möglichst wenig durchsickert wird, wurde zur Abdeckung weitgehend wasserundurchlässiges Material verwendet.